# Liberia op de Olympische Zomerspelen 2024
Liberia nam deel aan de Olympische Zomerspelen 2024 in Parijs, Frankrijk.

## Aantal deelnemers
Hieronder volgt een overzicht van de atleten die zich kwalificeerden voor de Olympische Zomerspelen van 2024.
| Sport    | Mannen | Vrouwen | Totaal |
| -------- | ------ | ------- | ------ |
| Atletiek | 4      | 3       | 7      |
| Totaal   | 4      | 3       | 7      |

## Deelnemers en resultaten

### Atletiek

#### Loopnummers
Mannen
| Atleet                                                      | Onderdeel | Voorronde | Voorronde | Series | Series | Herkansingen | Herkansingen | Halve finale | Halve finale | Finale         | Finale         |
| Atleet                                                      | Onderdeel | Tijd      | Rang      | Tijd   | Rang   | Tijd         | Rang         | Tijd         | Rang         | Tijd           | Rang           |
| ----------------------------------------------------------- | --------- | --------- | --------- | ------ | ------ | ------------ | ------------ | ------------ | ------------ | -------------- | -------------- |
| Emmanuel Matadi                                             | 100 m     | bye       | bye       | 10,08  | 4 q    | n.v.t.       | n.v.t.       | 10,18        | 8            | Niet geplaatst | Niet geplaatst |
| Joseph Fahnbulleh                                           | 200 m     | n.v.t.    | n.v.t.    | 20,20  | 1 Q    | bye          | bye          | 20,12        | 2 Q          | 20,15          | 7              |
| Joseph Fahnbulleh Emmanuel Matadi Jabez Reeves John Sherman | 4x100m    | n.v.t.    | n.v.t.    | 38,97  | 7      | n.v.t.       | n.v.t.       | n.v.t.       | n.v.t.       | niet geplaatst | niet geplaatst |

Vrouwen
| atleet                | onderdeel    | voorronde | voorronde | series         | series         | herkansingen | herkansingen | halve finale   | halve finale   | finale         | finale         |
| atleet                | onderdeel    | tijd      | rang      | tijd           | rang           | tijd         | rang         | tijd           | rang           | tijd           | rang           |
| --------------------- | ------------ | --------- | --------- | -------------- | -------------- | ------------ | ------------ | -------------- | -------------- | -------------- | -------------- |
| Destiny Smith-Barnett | 100 m        | 11,99     | 8         | niet geplaatst | niet geplaatst | n.v.t.       | n.v.t.       | niet geplaatst | niet geplaatst | niet geplaatst | niet geplaatst |
| Thelma Davies         | 100 m        | 12,05     | 9         | niet geplaatst | niet geplaatst | n.v.t.       | n.v.t.       | niet geplaatst | niet geplaatst | niet geplaatst | niet geplaatst |
| Ebony Morrison        | 100 m horden | n.v.t.    | n.v.t.    | 12,93          | 6 H            | 12,82        | 1 Q          | DSQ            | DSQ            | niet geplaatst | niet geplaatst |